# Оффалі (графство)
Оффалі (англ. Offaly, ірл. Uíbh Fhailí) — графство в центрі Ірландії.

## Адміністративний поділ
Входить до складу провінції Ленстер на території Республіки Ірландії. Столиця і найбільше місто — Талламор.

## Найбільші населені пункти
- Талламор (14,361)
- Едендеррі (6,490)
- Бірр (5,818)
- Клара (3,001)
- Банахер (1,653)
- Кілкормак (1,296)
- Фербейн (1,164)